# Matthew Lloyd
Matthew Lloyd (Melbourne, 24 de maig de 1983) és un ciclista australià, ja retirat, professional del 2006 al 2014.
En el seu palmarès destaca el campionat d'Austràlia en ruta de 2008 i una etapa al Giro d'Itàlia de 2010. En aquesta mateixa edició del Giro guanyà la classificació final del Gran Premi de la muntanya i la Combativitat. El 2008 va prendre part als Jocs Olímpics d'Estiu de Pequín, on disputà la cursa en ruta del programa del ciclisme.
El 14 d'abril de 2011 l'Omega Pharma-Lotto rescindí el contracte amb Lloyd pel seu mal comportament. Si bé no s'especificà el motiu exacte, segons els directors i personal tècnic indicaren que la imatge de l'equip no podia veure's relacionada amb algunes actuacions del ciclistes. Amb tot, sí aclariren que la situació no tenia res a veure amb el dopatge.
El 2014 s'hagué de retirar del ciclisme actiu després de ser atropellat per un cotxe que es va donar a la fuga mentre s'estava preparant per disputar el Tour del Colorado.

## Palmarès
- 2004
  - Vencedor d'una etapa del Herald Sun Tour
- 2005
  - 1r al Tour de Wellington i vencedor d'una etapa
- 2006
  - 1r al Trofeo Alcide Degasperi
  - Vencedor d'una etapa de la Volta al Japó
  - Vencedor d'una etapa del Herald Sun Tour i vencedor del Gran Premi de la muntanya
- 2008
  -  Campió d'Austràlia en ruta
- 2010
  - Vencedor d'una etapa del Giro d'Itàlia.

### Resultats al Tour de França
- 2009. 46è de la classificació general
- 2010. 47è de la classificació general
- 2012. No surt (10a etapa)

### Resultats al Giro d'Itàlia
- 2008. 30è de la classificació general
- 2010. 50è de la classificació general. Vencedor d'una etapa.  1r al Gran Premi de la muntanya. 1r de la Combativitat

### Resultats a la Volta a Espanya
- 2008. No surt a la 9a etapa per culpa d'una caiguda en l'etapa anterior
- 2009. 50è de la classificació general